# 69312 Rogerbacon
69312 Rogerbacon este un asteroid din centura principală de asteroizi.

## Descriere
69312 Rogerbacon este un asteroid din centura principală de asteroizi. A fost descoperit pe 24 septembrie 1992 la Tautenburg de Freimut Börngen și Lutz Dieter Schmadel. Asteroidul prezintă o orbită caracterizată de o semiaxă mare de 2,32 ua, o excentricitate de 0,12 și o înclinație de 7,2° în raport cu ecliptica.